# Fire Rescue Scene
Fire Rescue Scene é um filme mudo estadunidense em curta-metragem de 1894, dirigido por William K.L. Dickson e William Heise e produzido por Dickson para o Edison Studios, de Thomas Edison.

## Sinopse
Uma espessa fumaça enche o ar quando um grupo de bombeiros se prepara para uma tentativa de salvamento. Um deles, de pé sobre uma escada, ajuda uma jovem a descer ao chão em segurança. Um menino vem a seguir. O bombeiro, então, sobe mais acima na escada para ver se alguém mais precisa de ajuda.